# Malin Persson Giolito

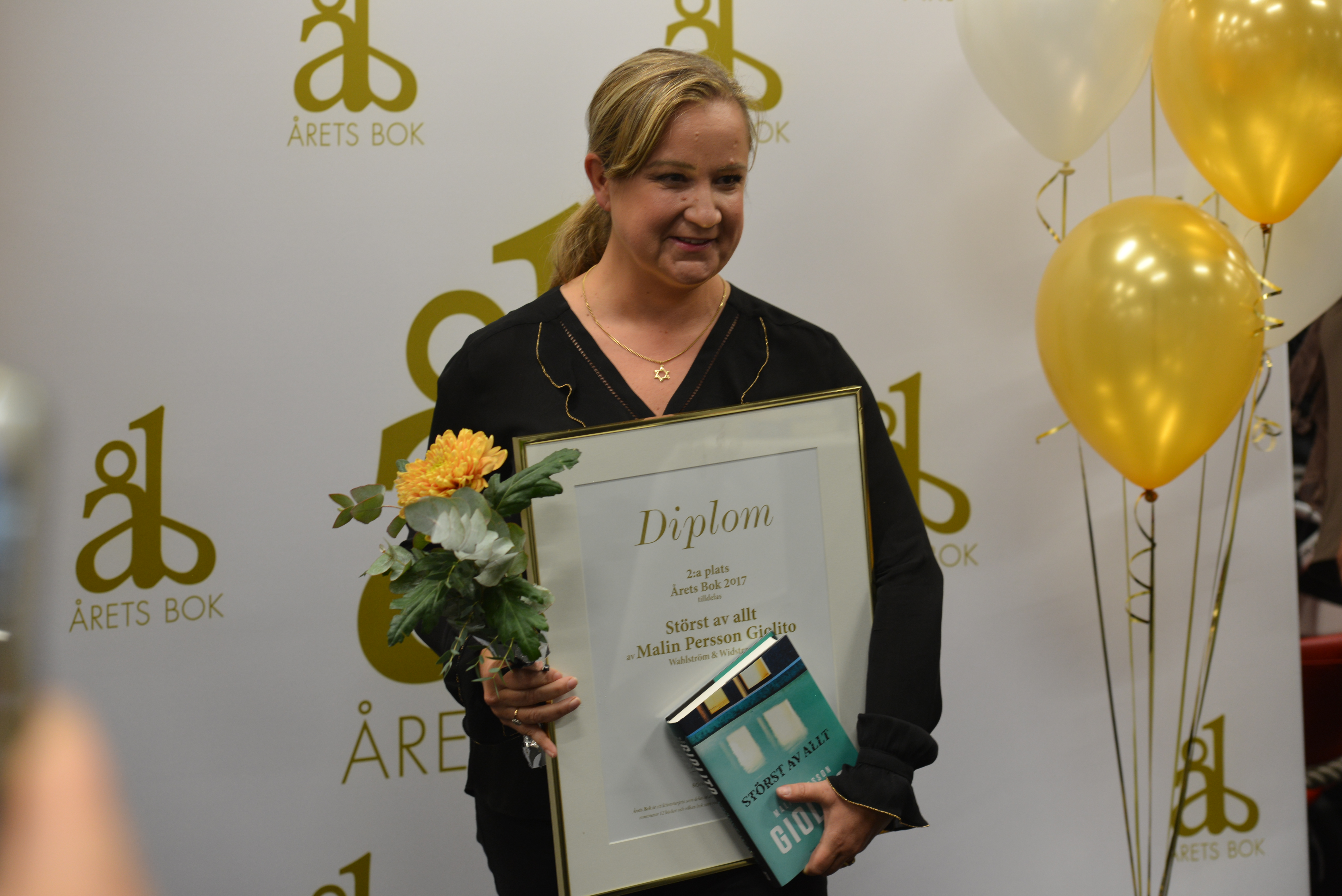
Malin Persson Giolito vid prisutdelningen av Bonnier bokklubbars pris Årets bok på Bokmässan i Göteborg den 29 september 2017 där hon kom på 2:a plats med boken Störst av allt.

Anna Malin Ulrika Persson Giolito, ogift Persson, född 25 september 1969 i Bromma församling i Stockholm, är en svensk författare och jurist.

## Biografi
Malin Persson Giolito är dotter till kriminologen och författaren Leif G.W. Persson och sjuksköterskan Birgitta Liedstrand. Hon växte upp i Djursholm. Hon avlade juridikexamen vid Uppsala universitet 1994 och arbetade inledningsvis vid Europeiska unionens domstol i Luxemburg. Sin magisterexamen i Europarätt avlade hon vid College of Europe i Brygge. Därtill har hon studerat vid Stockholms universitet och vid franska Université catholique de l'Ouest.
Åren 1997–2007 var hon anställd vid advokatbyrån Mannheimer Swartling men fick lämna tjänsten då hon väntade sitt tredje barn. Därefter arbetade hon som handläggare inom konkurrensrätt vid Europeiska kommissionen i Bryssel. Sedan 2015 är hon författare på heltid. Hon är bosatt i Bryssel med sin franske make Christophe Giolito och deras tre döttrar.
Den 5 juli 2017 var hon sommarpratare i Sveriges Radio.
Hon är fast kolumnist på Aftonbladet och krönikör i Dagens Nyheters Boklördag.

## Författarskap
Persson Giolito debuterade 2008 med romanen Dubbla slag. Debuten följdes upp  2010 med spänningsromanen Bara ett barn som handlar om en försummad pojke som svikits av samhällets sociala skyddsnät samt dennes advokat Sophia Weber. Även Persson Giolitos tredje bok, Bortom varje rimligt tvivel från 2012, har Sophia Weber som huvudperson.
Rättegångsthrillern Störst av allt utkom 2016. Boken mötte god kritik, blev en försäljningssuccé, såldes till 30 länder och blev flerfaldigt prisbelönt. En TV-serie baserad på Störst av allt släpptes på Netflix under samma namn den 5 april 2019. Serien är Netflix första svenska originalserie och har Hanna Ardéhn och Felix Sandman i huvudrollerna. Malin Persson Giolito gör själv en cameo i serien när hon spelar domare i häktningsförhandlingen.
År 2022 gav hon ut spänningsromanen I dina händer. Boken beskrivs som "ett slag i magen" med skickligt och omsorgsfullt gestaltade personer med viktiga roller i den fiktiva förorten Våringe, ett samhälle som känns och bränns.

## Priser och utmärkelser
- 2016 – Svenska Deckarakademins pris för "Bästa svenska kriminalroman" (Störst av allt)
- 2017 – Priset Glasnyckeln av Skandinaviska Kriminalsällskapet (Störst av allt)
- 2018 – Prix du Polar Européen (Le Point) för årets bästa Europeiska deckare (Störst av allt)
- 2018 – The Petrona Award för årets bästa nordiska deckare (Störst av allt)